# Падьес
Падье́с (фр. Padiès, окс. Padièrs) — коммуна во Франции, находится в регионе Юг — Пиренеи. Департамент — Тарн. Входит в состав кантона Кармо-1 Ле-Сегала. Округ коммуны — Альби.
Код INSEE коммуны — 81199.

## География

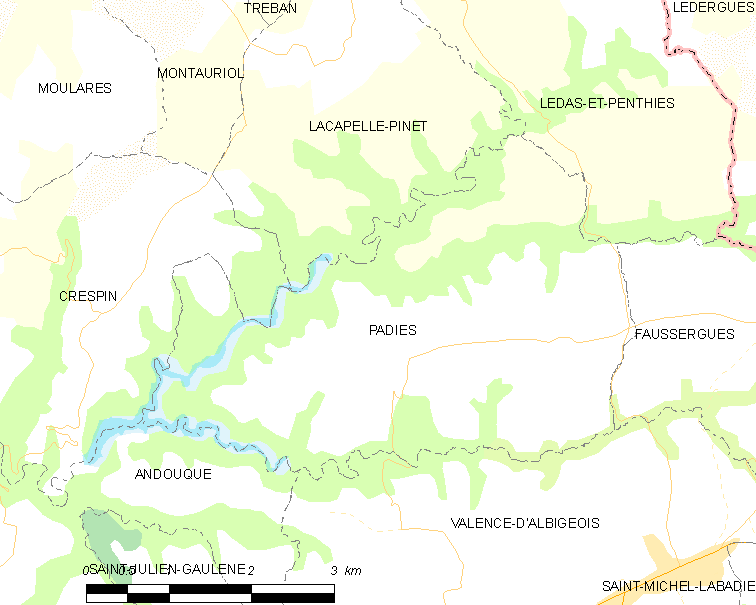
Карта коммуны

Коммуна расположена приблизительно в 540 км к югу от Парижа, в 90 км северо-восточнее Тулузы, в 22 км к северо-востоку от Альби.

## Климат
Климат умеренно-океанический. Зима мягкая и дождливая, лето жаркое с частыми грозами. Ветры довольно редки.

## Население
Население коммуны на 2010 год составляло 195 человек.
| 1962 | 1968 | 1975 | 1982 | 1990 | 1999 | 2010 |
| ---- | ---- | ---- | ---- | ---- | ---- | ---- |
| 329  | 337  | 300  | 264  | 199  | 199  | 195  |

## Администрация
| Период | Период | Фамилия        | Партия | Примечания |
| ------ | ------ | -------------- | ------ | ---------- |
| 1959   | 1989   | Жерар Мараваль |        |            |
| 1989   | 2020   | Роллан Кугурё  |        |            |

## Экономика
В 2007 году среди 100 человек в трудоспособном возрасте (15—64 лет) 83 были экономически активными, 17 — неактивными (показатель активности — 83,0 %, в 1999 году было 64,7 %). Из 83 активных работали 79 человек (44 мужчины и 35 женщин), безработных было 4 (2 мужчин и 2 женщины). Среди 17 неактивных 5 человек были учениками или студентами, 8 — пенсионерами, 4 были неактивными по другим причинам.